# Lwowska szkoła historyczna
Lwowska szkoła historyczna – kierunek w polskiej historiografii reprezentowany przez lwowskie środowisko historyczne. Założona przez polskiego profesora, historyka Ksawerego Liske we Lwowie.
Przedstawiciele lwowskiej szkoły historycznej zajmowali się krytycznymi badaniami historycznymi oraz opracowywaniem wydawnictw źródłowych. Ze środowiska lwowskiego wyszły inicjatywy założenia m.in. Polskiego Towarzystwa Historycznego (1886) i  „Kwartalnika Historycznego”.

## Czołowe postacie środowiska lwowskiego
- Szymon Askenazy (1866–1935)
- Oswald Balzer (1858–1933)
- August Bielowski (1806–1876)
- Ludwik Finkel (1858–1930)
- Wojciech Kętrzyński (1838–1918)
- Ksawery Liske (1838–1891)
- Karol Szajnocha (1818–1868)
- Tadeusz Wojciechowski (1838–1919)